# Tribuna Antiimperialista José Martí
La Tribuna Antimperialista José Martí es una plaza ubicada en la ciudad de La Habana, Cuba construida a petición de Fidel Castro para que se realizaran distintas actividades las cuales en su mayoría serían concentraciones y manifestaciones del pueblo cubano, inicialmente las que pedían la devolución de Elián González. En la plaza se encuentra una estatua de José Martí y cargando al niño Elián González.

## Obra
El proyecto fue encargado a un grupo de ingenieros de la Empresa de Proyecto de Industrias Varias, encabezados por la ingeniera civil Annia Martínez y bajo la dirección del arquitecto Maikel Menéndez. 
La obra tiene tecnología moderna de audio y luces, ideada para actividades con 10500 personas sentadas y 3 000 de pie, y 100000 utilizando los espacios abiertos. Cuenta con 4 arcos de acero, colocados de mayor a menor, a partir del escenario montados sobre dados de concreto de 2 metros de altura. Tiene placas que recuerdan a grandes personalidades como Malcolm X, Martin Luther King, Marx y Ernesto Che Guevara.
El inicio de la obra fue el 15 de enero del 2000, la construcción se hizo en el Parque "4 de julio", frente a la antigua oficina de intereses de Estados Unidos en La Habana (actual Embajada de Estados Unidos). La inauguración ocurrió el 3 de abril del 2000 el cual entregó en muy poco tiempo, apenas 80 días.